# East West Records
«East West Records» — американский лейбл звукозаписи, принадлежащий Warner Music Group и действующий под эгидой Independent Label Group WMG.

## История
Со времени создания в 1955 году компанией Atlantic Records у лейбла был один хит с «The Kingsmen»; вплоть до 1990 года, когда Atlantic обновила импринт до «EastWest Records America», лейбл находился в бездействии. Старший вице-президент Atlantic Сильвия Роун была назначена председателем/CEO молодого лейбла.
Под управлением Роун «EastWest» достиг большого успеха из-за сотрудничества со ставшими многократно платиновыми исполнителями, такими как Simply Red, En Vogue, Pantera, Yo-Yo, Das EFX, Snow, Gerald Levert, AC/DC, Мисси Элиот и MC Lyte. «EastWest» также распространяла другие импринты (например, Interscope Records, Motor Jams Records, Mecca Don Records и The Goldmind Inc.).

Логотип с 1990 по 2000; разработан Laurence Dunmore Design

В 1991 году EastWest был объединён с другим лейблом Atlantic «Atco Records» под кратким названием «Atco/Eastwest Records». В 1993 году название лейбла «Atco» было опущено, и компания продолжила своё существование под прежним названием «EastWest». В то же время в Великобритании на лейбле записывались такие исполнители, как Simply Red, Крис Ри и The Beloved.
В 1994 году Роун была назначена председателем и CEO «Elektra Records», ещё одного лейбла Atlantic. В то же время «EastWest» (с большей частью сотрудников) также выходит из-под покровительства Atlantic для продолжения совместной деятельности под управлением Роун и «Elektra Records».
К новому тысячелетию сокращения бюджета в Warner Music Group вынудили «Elektra» расформировать «EastWest Records», отказываясь от сотрудничества с одними исполнителями и переключая остальных на работу с собственно «Elektra». В 2004 году Time Warner продаёт Warner Music Group частным инвесторам. В дальнейшем бюджет урезали снова, в этот раз вынудив влиться «Elektra Records» в Atlantic.

В 2005 году WMG восстанавливает импринт «East West» как внутриведомственный инди-рок лейбл, в первую очередь ориентированный на продвижение и распространение других рок-лейблов. В настоящее время «East West» работает под эгидой Independent Label Group.

## Записывавшиеся исполнители
- 1 Of The Girls
- akon как a-kon
- 8-Off
- AC/DC (кроме Oceania)
- Archive (Band)
- Андреас Юнсон
- Baton Rouge
- Betsy Cook
- Blazin' Squad
- Bonnie Tyler
- Britny Fox
- Buffalo Tom
- Cancer
- Крис Ри
- Clutch
- Cay
- Chris Rea
- Da Lench Mob
- Das EFX
- Dawn of the Replicants
- Dir en grey
- Dog Society
- Dream Theater
- Ednaswap
- Fatima Rainey
- Fight Fair
- For Love Not Lisa
- Gerald Levert
- Happyhead
- Ian McCulloch
- Jimmy Nail
- Kix
- Luther Allison
- MC Lyte
- Michael Speaks
- Missy Elliott
- Mista
- Muse
- Ol' Dirty Bastard
- Orange 9mm
- Oxide & Neutrino
- Pantera
- Sa-Deuce
- Sarah Brightman
- Send no flowers
- Sick of It All
- Simply Red
- Snow
- Stina Nordenstam
- Supernatural
- Tad
- Terror Fabulous
- The Sisters of Mercy
- The Wildhearts
- Thomas Anders
- Tori Amos (Европа)
- Yo-Yo